# Tebet (Dżakarta Południowa)
Tebet – dzielnica Dżakarty Południowej. Zamieszkuje ją 221 421 osób.

## Podział
W skład dzielnicy wchodzi siedem gmin (kelurahan):
- Tebet Barat – kod pocztowy 12810
- Tebet Timur – kod pocztowy 12820
- Kebon Baru – kod pocztowy 12830
- Bukit Duri – kod pocztowy 12840
- Manggarai – kod pocztowy 12850
- Manggarai Selatan – kod pocztowy 12860
- Menteng Dalam – kod pocztowy 12870